# Aurora (EP de Asia)
Aurora es un EP de la banda británica de rock progresivo Asia. Fue una edición limitada y fue publicada solo en Japón en 1986.
El tema «Too Late» está en el tercer álbum del grupo; Astra, mientras que «Ride Easy» no está incluido en ninguno de sus álbumes de estudio anteriores, ya que su publicación original fue como lado B del sencillo «Heat of the Moment» en 1982.
John Wetton, vocalista de Asia, dijo en una entrevista del DVD Fantasia: Live in Tokyo, el cual fue publicado en el 2007, que la canción «Ride Easy» es una de sus canciones favoritas.
«Daylight» está originalmente en la edición de casete de Alpha que fue publicada en 1983, en tanto que el tema «Lying to Yourself», al igual que «Ride Easy», no se encuentra en ninguno de los tres primeros álbumes de Asia, pero fue publicada como lado B del sencillo «The Smile Has Left Your Eyes» en 1983.

## Lista de canciones

### Lado A
| Side one |             |                                          |          |  |
| N.º      | Título      | Escritor(es)                             | Duración |  |
| 1.       | «Too Late»  | John Wetton / Geoff Downes / Carl Palmer | 4:12     |  |
| 2.       | «Ride Easy» | Wetton / Steve Howe                      | 4:35     |  |

### Lado B
| Side two |                     |                 |          |  |
| N.º      | Título              | Escritor(es)    | Duración |  |
| 3.       | «Daylight»          | Wetton / Downes | 3:32     |  |
| 4.       | «Lying to Yourself» | Wetton / Howe   | 4:12     |  |

## Formación
- John Wetton — voz principal y bajo
- Geoff Downes — teclado y coros
- Carl Palmer — batería y percusiones
- Steve Howe — guitarra
- Mandy Meyer — guitarra (en la canción «Too Late»)